# 空想の機械達の中の破壊の発明
『空想の機械達の中の破壊の発明』（くうそうのきかいたちのなかのはかいのはつめい）は、三鷹の森ジブリ美術館にて2002年から2004年にかけて公開されていたアニメーション映像。宮崎駿が企画し庵野秀明が原作・脚本・監督を務め、スタジオジブリにより制作された。

## ストーリー
浮遊戦艦、潜水艦、地底戦車、さらには機動歩兵など、虚実織り交ぜた空想の兵器たちが登場する。破壊の限りを尽くす彼らだったが、最後に巨大な爆発が発生し全てが灰燼に帰す。

## 登場人物
ナレーション - 平淑恵

## 制作・エピソード
本作では人物（キャラクター）が一切登場しない。本作全編を通しセリフは平淑恵によるナレーションのみであり、それ以外の音としては効果音や久石譲の手掛けた音楽だけである。
監督の庵野が本作を手掛けたのは、宮崎が披露宴で主賓としてスピーチをしてくれるのならやるという条件で受けたためだという。式の最中に宮崎は「自分はこうしてスピーチをしているが、庵野はまだコンテを完成させていない」旨の発言をし周囲の笑いを誘った。

## スタッフ
- 企画：宮崎駿
- 原作・脚本・監督：庵野秀明
- 音楽：久石譲
- プロデューサー：鈴木敏夫
- 制作：スタジオジブリ
- 原画：山下明彦
- 動画検査：村田康人
- 動画：富田浩章・小林幸洋・長部州太・白石亜由美・山浦由加里・佐伯忍・金子由紀江・下平啓介・中里舞・矢野守彦・中西雅美・菅原隆人・谷平久美子・田名部節也・錦見楽
- 美術：武重洋二
- ハーモニー処理：高屋法子
- 色彩設計・仕上検査：三笠修
- 色指定補：山崎紀代美
- スキャン&ペイント：垣田由紀子・飯島弘志・内田竜司・横山由妃・清水亜紀子・南城久美・斉藤美智子・大蔵芙美乃・桐生春奈・川又史恵・宮地志保美
- 撮影監督：高橋賢太郎
- デジタル撮影：那須信司・鳥山将司・佐藤勝史・木村俊也・福島敏行
- 特殊効果：榊原豊彦
- BGスキャン・色調整：奥井敦・薮田順二・高橋わたる・田村淳
- CG：片塰満則・軽部優・桝内進・泉津井陽一
- 録音演出：林和弘
- 整音：井上秀司
- 効果：野口透
- 録音：東京テレビセンター
- 音響制作：KiKi
- 音楽制作：稲城和実
- AVID編集：古城環
- ネガ編集：瀬山武司
- 制作担当：渡辺宏行
- 制作デスク：神村篤・望月雄一郎
- 制作進行：居村健治・齋藤純也
- ポスプロ担当：津司紀子
- 制作協力：高橋プロダクション・T2 Studio・GAINAX・アニメTOROTORO・中村プロダクション
- 現像:IMAGICA
- タイミング：平林弘明
- フィルム・レコーディング：豊谷慎吾・柴田祐男・本間政弘
- カラー・マネジメント・システム：遠藤浩平
- GALETTE TM：山井哲也
- フロント業務：志村由布子
- ラポ・マネジメント：川又武久